# Maróti Lajos
Maróti Lajos József (Budapest, 1930. november 18. – Budapest, 1982. július 14.) József Attila-díjas költő, író, drámaíró.

## Élete
Maróti Lajos géplakatos és Szadai Mária (1893–1945) fia. 1943-tól a Pannonhalmi Bencés Gimnázium tanulója volt, ahol 1949-ben érettségizett. Ugyanabban az évben belépett a bencés rendbe, ahonnan 1951 októberében elküldték. 1955-ben a Eötvös Loránd Tudományegyetemen matematika–fizika szakos tanári diplomát szerzett. 1955 és 1961 között kutató fizikusként működött a Járműfejlesztési Intézetben. 1961-től a Gondolat Kiadó lektora, 1970-től 1980-ig irodalmi vezetője volt. 1978-tól a Magyar Színházi Intézet főmunkatársaként dolgozott. 1972-ben a Nemzeti Színház bemutatta Az utolsó utáni éjszaka című darabját, majd 1981-ben a József Attila Színház az Egy válás története című művét. A modern magyar természettudományos esszé megteremtője, esszét írt Max Planck és Albert Einstein fizikusokról.

## Főbb művei
- Tücsök Tóni. Rajzolta Gózon Lajos. (Budapest, 1957)
- Villódzó fények énekelnek (versek, Budapest, 1959)
- Pantomim (versek, Budapest, 1964)
- Kettős kötésben (tanulmányok, Budapest, 1965)
- A világtalan (regény, Budapest, 1967)
- A kolostor (regény, Budapest, 1968, 2. kiadás: Budapest, 1972, 3. kiadás: Budapest, 1979)
- Hippi akvárium (regény, Budapest, 1970)
- A múló jövő nyomában (tanulmányok, Budapest, 1971)
- A számkivetett (drámák, Budapest, 1979)
- A kiemelt káder (közéletrajz 2 részben, József Attila Színház, Budapest, 1979)
- A Hubermann-teoréma (tudományos komédia két részben, József Attila Színház, Budapest, 1979 körül)
- Az állam (történelmi dráma, Budapest, 1980)
- Pályamódosítás (komédia két részben, József Attila Színház, Budapest, 1980)
- Egy válás története (játék két részben, József Attila Színház, Budapest, 1982)
- Liszt Ferenc élete: Filmregény (Budapest, 1983)
- A Parnasszus horizontja (esszék, regény, dráma, válogatta, szerkesztette: Fehér György, Budapest, 1986)

## Díjai, elismerései
- József Attila-díj (1975)
- SZOT-díj (1981)